# Christa Baumgärtel
Christa Baumgärtel (* 6. März 1947 in Kaufbeuren) ist eine deutsche Bildhauerin.

## Biografie
Sie studierte von 1976 bis 1986 an der Hochschule für Kunst und Musik in Bremen und war dort Schülerin von Waldemar Otto. Sie betrieb ein Atelier in Oldenburg (Oldenburg), das sie 2011 in das „KunstHaus Alte Schule“ in Wardenburg verlegte.
1980 erhielt sie den Bremer Förderpreis für Bildende Kunst. 2002 wurde sie mit dem Kunstpreis der Dr. Marlene Trendwedel-Stiftung in Bremervörde ausgezeichnet.
Zwei ihrer Kleinskulpturen befinden sich in der Artothek Oldenburg: Paar, Terrakotta (1990); Sitzender Mann, Bronze (um 1980). Ein Gipsmodell zum Denkmal Karl Jaspers auf dem Cäcilienplatz in Oldenburg befindet sich in der Sammlung des Stadtmuseums Oldenburg.

## Werke

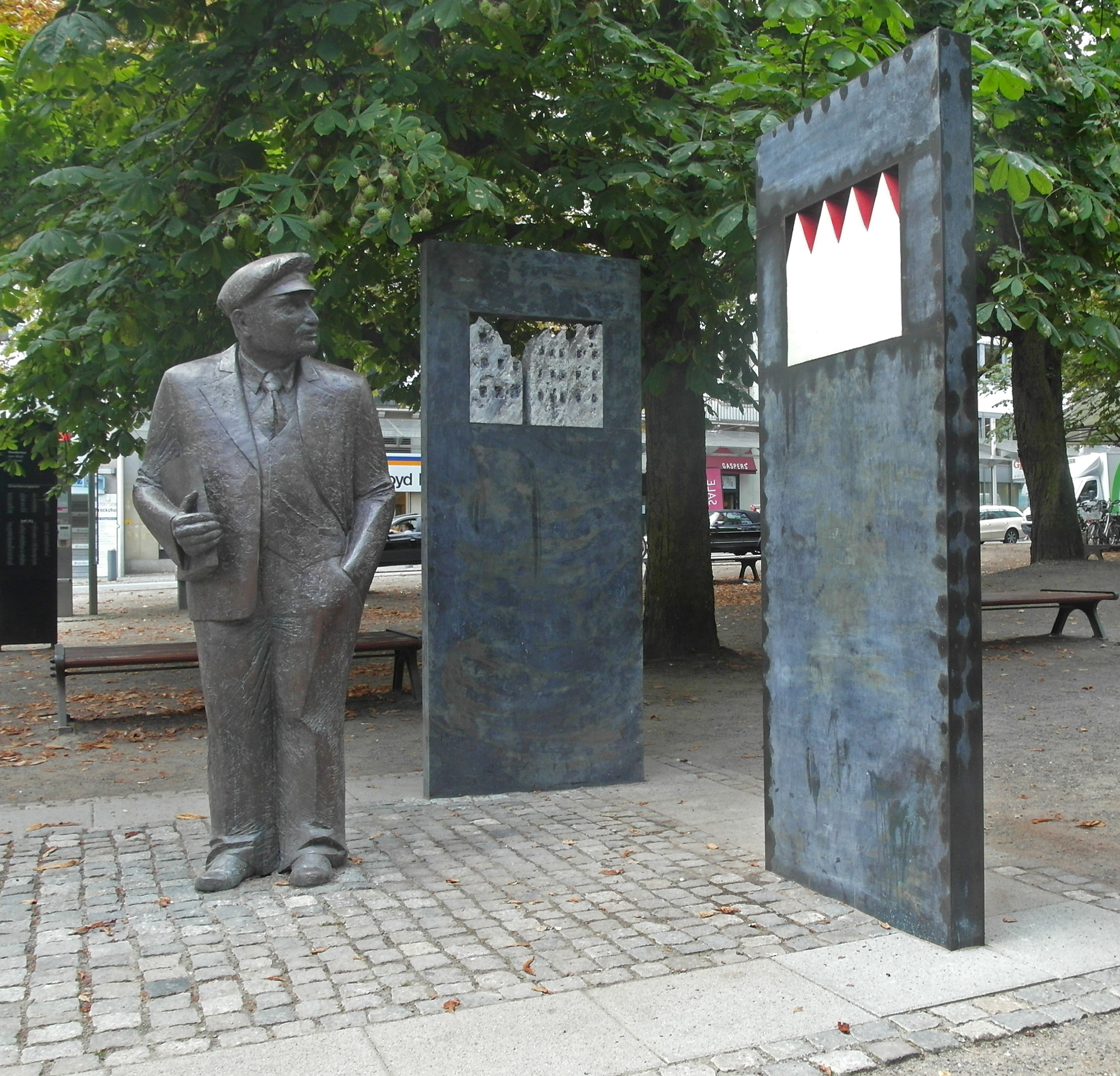
Kaisen-Denkmal in den Bremer Wallanlagen

Baumgärtel hat zahlreiche Denkmäler und Skulpturen im öffentlichen Raum geschaffen. Dazu gehören unter anderem:
- Eva (1983) in den Bürgergärten (Lübeck)
- Kaisenbüste (1985) in Bremen-Borgfeld
- Die drei Badenden (1985) auf Borkum
- Denkmal für Mudder Cordes (1987) in der Knochenhauerstraße, Bremen
- Körperlandschaft (1989), Flötenreich, Oldenburg
- Die Bremer Stadtmusikanten (1990), Bronzestatue an der Petrikirche in Riga
- Seehund (1990) vor dem Museum für Natur und Umwelt Lübeck
- Mann und Frau (1992), Bremen-Mitte, Wallanlagen
- Karl-Jaspers-Büste (1983) auf dem Cäcilienplatz in Oldenburg
- Vegesacker Wal-Kiefer (1987) in Bremen
- Das kleine Leben oder Versuch einer Verständigung (1988) im Innenhof der Landesbibliothek Oldenburg
- Gräfin-Emma-Denkmal (2009) in Bremen – Burglesum, Lesumer Markt
- Kaisen-Denkmal (2012) zum 125. Geburtstag von Wilhelm Kaisen

Werke von Christa Baumgärtel im öffentlichen Raum
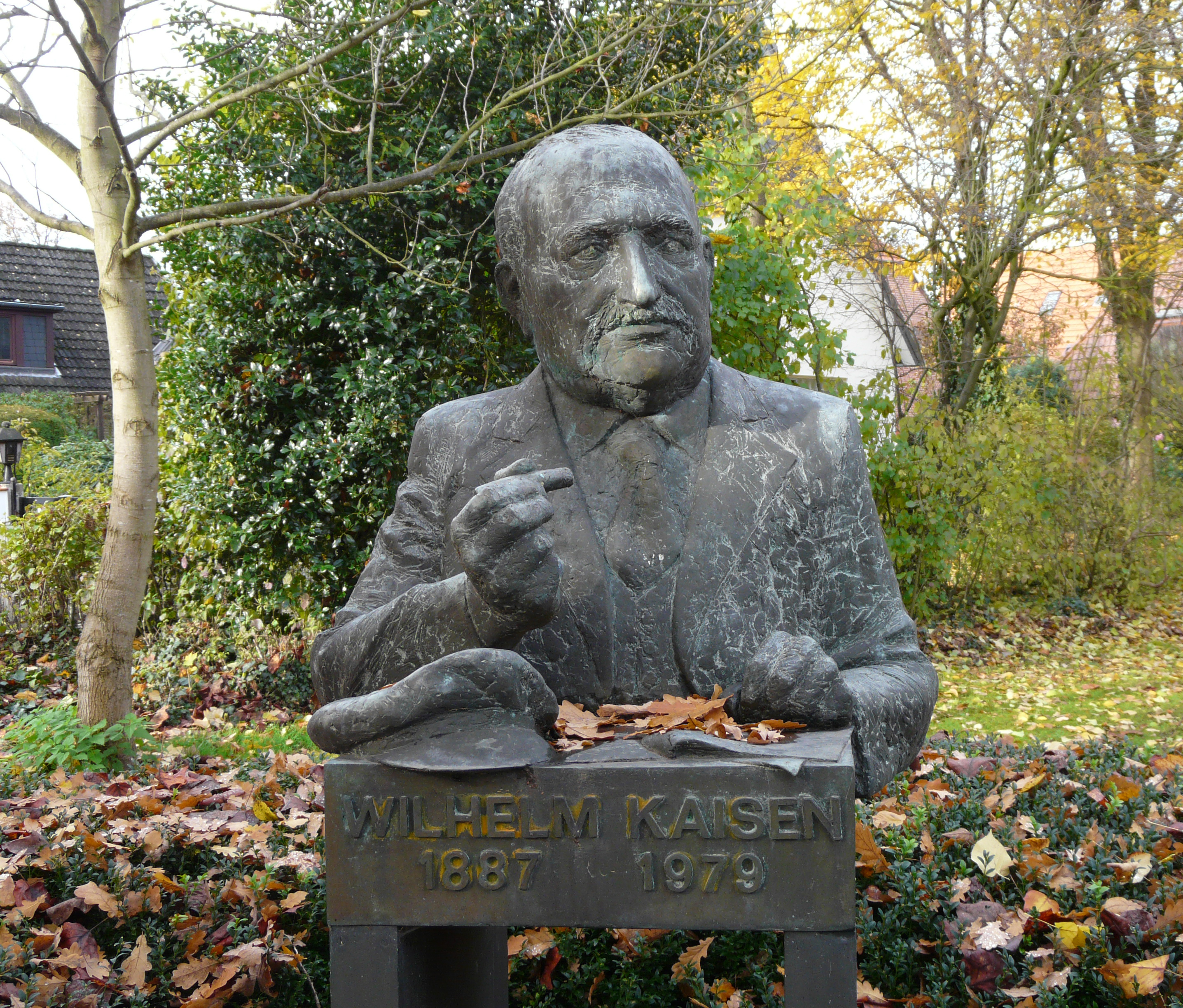
Kaisen-Büste (Bremen-Borgfeld)
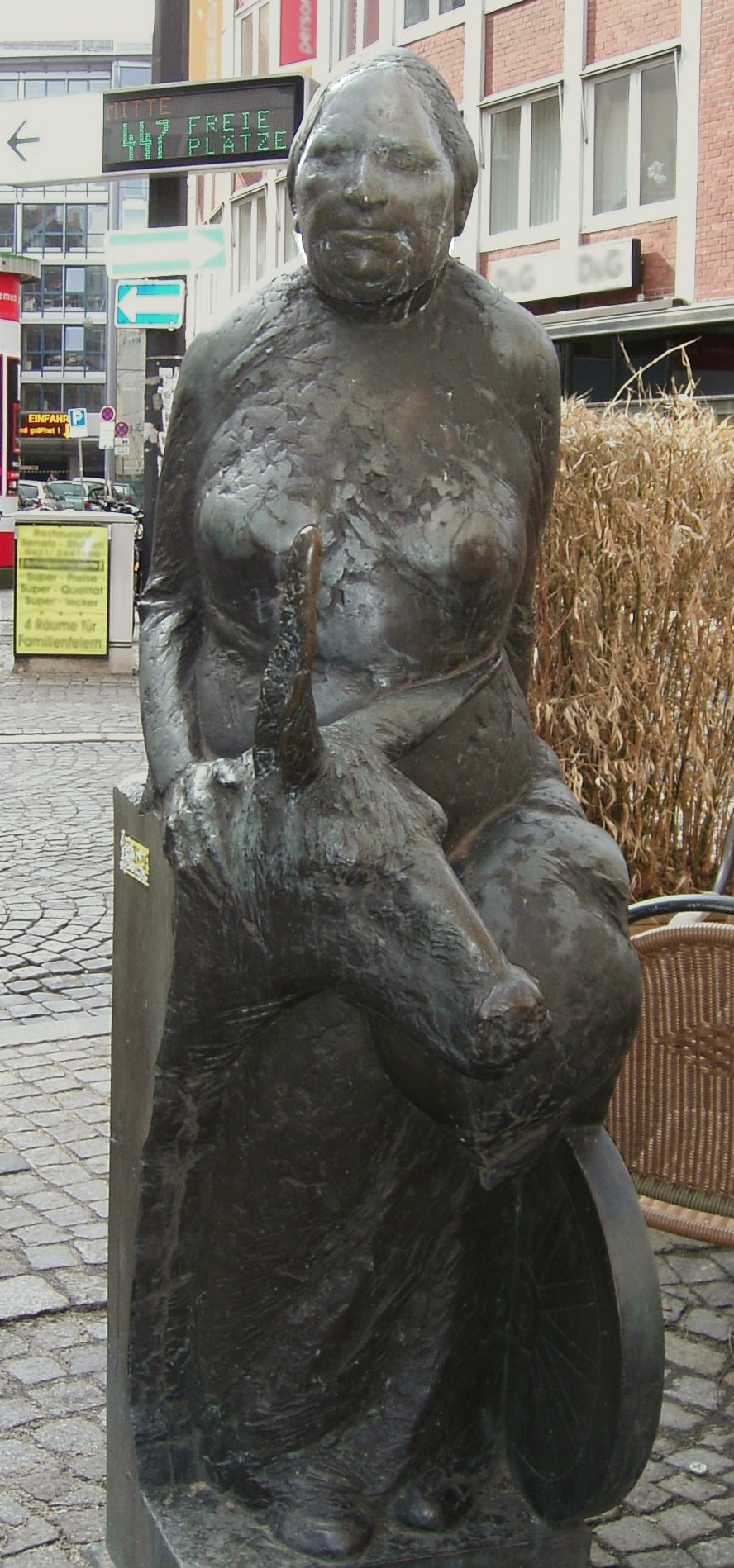
Mudder Cordes (Bremen)
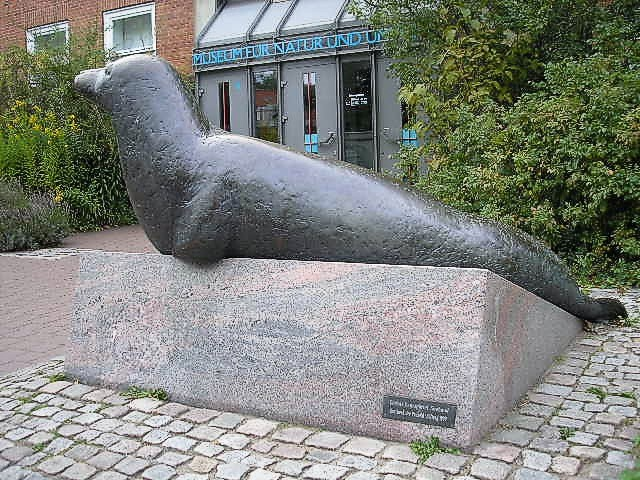
Seehund (Lübeck)
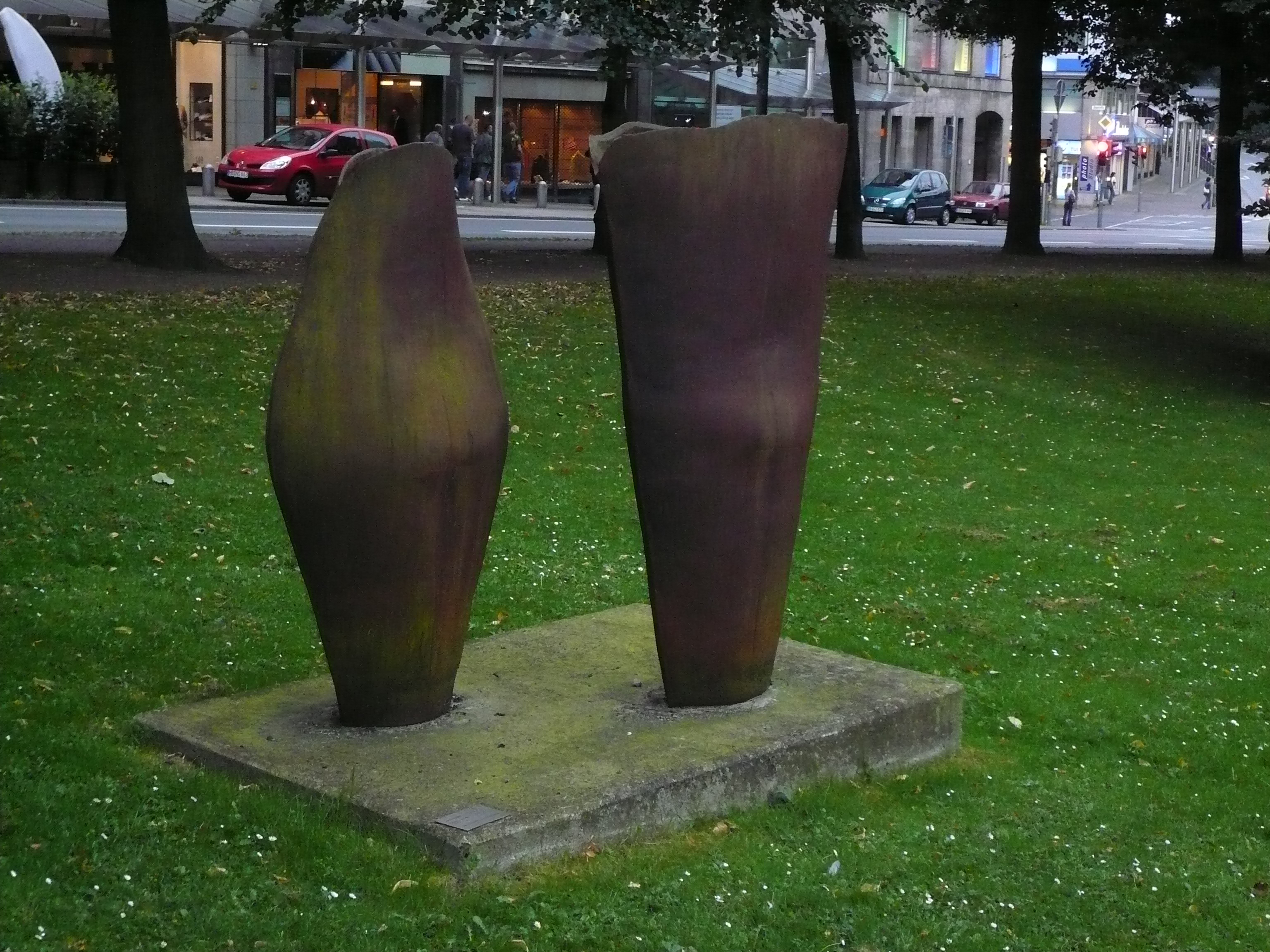
Mann und Frau (Bremen)
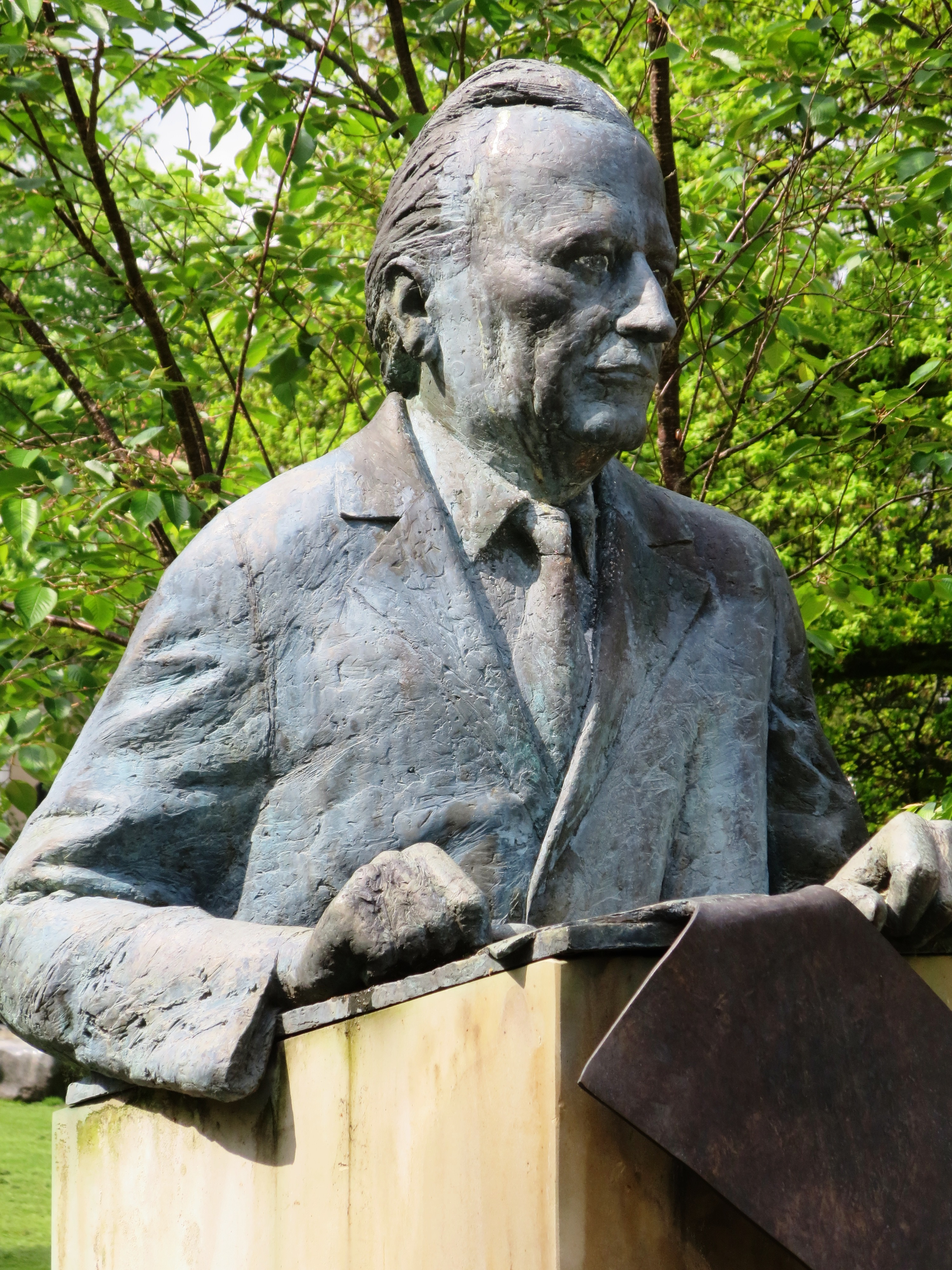
Karl Jaspers, (Oldenburg)
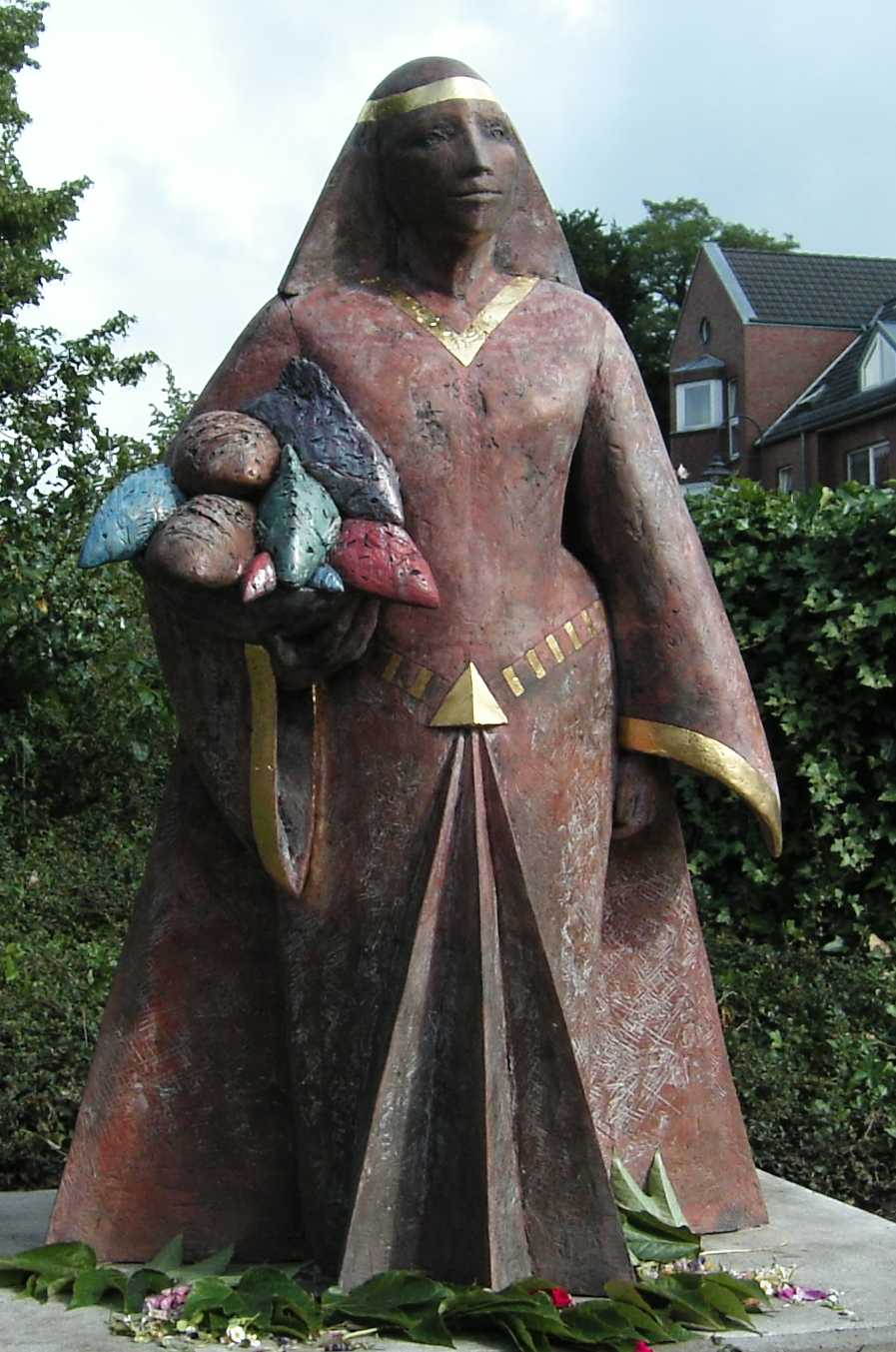
Gräfin Emma (Bremen-Burglesum)